# ۵۰۶ (میلادی)
۵۰۶ (میلادی) پانصد  و ششمین سال تقویم میلادی است.

## درگذشتگان
‎